# Nahr al-Awali
Der Nahr al-Awali (arabisch نهر الأولي, DMG Nahr al-Awalī, auch: Nahr El Aouali, Nahr Bisri im Oberlauf) ist ein ganzjährig wasserführender Fluss im Libanon. Er entsteht aus mehreren Quellen im Libanongebirge. Nördlich von Sidon ergießt er sich ins Levantische Meer. In der Antike trug er den Namen Asklepios.

## Verlauf
Der Fluss entsteht aus dem Zusammenfluss mehrerer Bäche: Nahr el-Barouk vom Berg Barouk, Nahr Aray (Aaray, der aus verschiedenen Gebirgsbächen bei Jezzine entsteht) und Azzibeh, der am Berg Niha entspringt. Die Quellbäche verlaufen entsprechend den Gebirgszügen in südwestlicher Richtung. Dort führt der Fluss zunächst den Namen Nahr Bisri, solange er durch die Alluvial-Flächen des Tales Marj Bisri fließt. Er wendet sich direkt nach Süden, bis er westlich von Delghani (arabisch دلغاني) wieder nach Westen umschwenkt. Hier verläuft er stark mäandrierend weiter nach Westen und trifft bei Sibline (südlich von Hjaijiye, arabisch حجيجة) auf die Grenze zwischen den Gouvernements Libanonberg und Süd-Libanon. In diesem unteren Abschnitt bildet er die Grenze zwischen den beiden Gouvernements. In kurvenreichem Lauf fließt er in überwiegend westlicher Richtung bis nach Sidon, wo er sich am nördlichen Stadtrand ins Mittelmeer ergießt.
Damit bildet er auch die natürliche Grenze der Region Südlibanon.

## Archäologische Stätten
Entlang des Flusses finden sich verschiedene archäologische Stätten. Dazu gehört der Tempel von Marj Bisri im fruchtbaren Flusstal, die Zitadelle Qalaat Abou el-Hassan, deren Befestigungen aus dem 12. Jahrhundert stammen und der Eschmun-Tempel in der Nähe der Mündung.